# Bazilica Sfântul Anton din Padova
Bazilica Sfântul Anton din Padova (în italiană Basilica di Sant’Antonio) este unul din cele mai importante locuri de pelerinaj creștin din Italia. Biserica a fost construită din 1232 până în 1310 în stil romanic, cu elemente gotice, în cinstea Sfântului Anton de Padova, care a murit în anul 1231 la Arcella (în prezent parte a orașului Padova.